# Franz Linser
Franz Linser (ur. 22 czerwca 1961 w Breitenwangu) – austriacki polityk i przedsiębiorca, parlamentarzysta krajowy, deputowany do Parlamentu Europejskiego IV kadencji.

## Życiorys
Ukończył szkołę średnią w 1979, a w 1965 studia z zakresu anglistyki, amerykanistyki i wychowania fizycznego na Universität Innsbruck. Na tej samej uczelni w 1993 uzyskał stopień doktora z zakresu nauk o sporcie. Był pracownikiem naukowo-dydaktycznym na swojej uczelni, pracował w sztabie trenerskim reprezentacji narciarskiej, w 1993 założył własną firmę konsultingową.
Zaangażował się w działalność polityczną w ramach Wolnościowej Partii Austrii. W 1995 został wybrany do Rady Narodowej XX kadencji. Przeszedł jednak do pracy w Parlamencie Europejskim w ramach delegacji krajowej. W pierwszych po akcesie Austrii do Unii Europejskiej wyborach do PE w 1996 utrzymał mandat eurodeputowanego, który wykonywał do 1999, pozostając deputowanym niezrzeszonym. Kierował swoim ugrupowaniem w Tyrolu, w 1999 poprowadził listę wyborcza FPÖ do landtau. Po zakończeniu kadencji w 2003 wycofał się z działalności politycznej. Przez kilkanaście miesięcy był menedżerem Olympiaworld Innsbruck.